# Sirijske pokrajine
Sirija je unitarna država adminitrativno podijeljena u 14 pokrajina (provincija), (arapski muḥāfaẓāt, jednina muḥāfaẓah). Pokrajine su podijeljene u 60 okruga (manāṭiq, jednina minṭaqah), koji su dalje podijeljeni u nahije (nawāḥī, jednina nāḥiyah). Nahije uključuju sela, koja su najmanje administrativne jedinice.
Svakom pokrajinom upravlja guverner, kojeg imenuje predsjednik i potvrđuje vlada. Vlada je odgovorna za administraciju, zdravstvo, socijalu, obrazovanje, turizam, javne radove, promet, unutarnju trgovinu, poljoprivredu, industriju, civilnu obranu, te za održanje reda i mira u pokrajini. Ministar uprave blisko surađuje sa svakim guvernerom u koordinaciji i nadgledanju lokalnih razvojnih projekata. Guverneru pomaže pokrajinsko vijeće, čiji su svi članovi birani na izborima svake četiri godine. Pored toga, svako vijeće između svojih članova bira izvršni ured koji svakodnevno upravlja pitanjima između sjednica pokrajinskog vijeća. Svaki izvršni službenik zadužen je za određene funkcije.
Okružima i pododjelima upravljaju službenici koje imenuje guverner. Ti dužnosnici rade na lokalnim pitanjima s izabranim okružnim vijećima i služe kao posrednici između središnje vlade i tradicionalnih lokalnih vođa, poput seoskih poglavara, vođa klana i vijeća staraca.

## Popis
| Naziv pokrajine | Površina (km2) | Stanovništvo (2018) | Gustoća stanovništva (km2) | Okruzi | Fotografija | Lokacija |
| --------------- | -------------- | ------------------- | -------------------------- | ------ | ----------- | -------- |
| Alep            | 18,500         | 4,600,166           | 248.65                     | 8      |             |          |
| Raqqa           | 19,616         | 919,000             | 46.84                      | 3      |             |          |
| As-Suwayda      | 5,550          | 364,000             | 65.58                      | 3      |             |          |
| Damask          | 1,599          | 2,211,042           | 18,273.07                  | 1      |             |          |
| Daraa           | 3,730          | 998,000             | 267.65                     | 3      |             |          |
| Deir ez-Zor     | 33,060         | 1,200,500           | 36.31                      | 3      |             |          |
| Hama            | 8,883          | 1,593,000           | 179.33                     | 5      |             |          |
| Al-Hasakah      | 23,334         | 1,272,702           | 55.54                      | 4      |             |          |
| Homs            | 42,223         | 1,762,500           | 41.74                      | 6      |             |          |
| Idlib           | 6,097          | 1,464,000           | 240.11                     | 5      |             |          |
| Latakija        | 2,297          | 1,278,486           | 556.58                     | 4      |             |          |
| Quneitra        | 1,861          | 87,000              | 46.74                      | 2      |             |          |
| Rif Dimashq     | 18,032         | 2,831,738           | 157.03                     | 9      |             |          |
| Tartus          | 1,892          | 785,000             | 414.90                     | 5      |             |          |

Glavni grad
| Država | Glavni grad | Površina (km2) | Stanovništvo (2010) | Gustoća stanovništva (inhabitants/km2) | Podjela                 | Zastava | Lokacija | Administrativna podjela |
| ------ | ----------- | -------------- | ------------------- | -------------------------------------- | ----------------------- | ------- | -------- | ----------------------- |
| Sirija | Damask      | 185.180        | 22,515,750          | 118,91                                 | 14 pokrajina, 60 okruga |         |          |                         |

## Poveznice
- Sirijski okruzi
- ISO 3166-2:SY
- Popis naselja u Siriji